# Nedmonteringen av det svenska försvaret efter kalla kriget
Nedmonteringen av det svenska försvaret efter kalla kriget är den hittills största nedmonteringen i Sveriges historia. Efter kalla kriget mellan Sovjetunionen och USA (1945–1990) inleddes en successiv avveckling av Sveriges försvar. Beslutet grundades främst i att på grund av freden i världen och brist på rådande hot, såg den svenska staten ingen anledning att finansiera att försvar av så hög beredskap som tidigare varit nödvändigt. Man hade även en positiv framtidstro och en hög tilltro till organisationer som förespråkade fred.
Denna nedmontering skedde stegvis, den inleddes i början av 1990-talet efter Berlinmurens fall, eftersom Sverige inte längre ansågs vara under hot. Beslut om att avveckla försvaret togs även en bit in på 2000-talet, vilket resulterade i att en stor del av det svenska försvaret las ner. Man kan även se en stor skillnad på antalet värnpliktiga efter beslutet 2010, genom att ersätta den allmänna värnplikten mot frivillig militär utbildning.

## Bakgrund

### Kalla kriget
Kalla kriget inleddes i slutet av andra världskriget 1945 och pågick till omkring 1990 när Sovjetunionen upplöstes. De involverade länderna var framförallt Sovjetunionen och USA, men även ett antal stater allierade till respektive land. Öst och väst delades upp av terrorbalansen och kapprustningen som pågick mellan de två parterna. 

### Sveriges försvar

Svenska försvarsmakten

Sveriges militära försvar består av försvarsmakten som inkluderar olika typer av grenar. De tre försvarsgrenarna armén, marinen, flygvapnet har till uppgift att utbilda och organisera förband som tillsammans är kapabla till att genomföra insatser både nationellt och internationellt. Försvarsmakten grundades den 1 juli 1994, men Sverige har sedan flera hundra år tillbaka haft ett försvar. Deras uppgift är att se till att det svenska samhället kan fortsätta fungera så bra som möjligt under olika kriser eller i värsta fall eventuella krig. Sveriges försvarsmakt kan även bidra till internationella konflikter genom att skicka resurser i form av bland annat personal för utbildning och bevakning till olika platser i behov. Beroende på det säkerhetspolitiska läget i omvärlden fattar regeringen i samråd med försvarsmakten beslut om hur den svenska försvarsförmågan ska se ut.

#### Armén
Armen är specialiserad på att möta hot och fiender från marken. Inom armén finns flera olika förband som alla är specifikt utbildade för olika uppgifter. Exempel på några av dessa förband är mekaniserade förband, kavalleriförband, ledningsförband eller luftvärnsförband. Varje typ av förband är specialiserat på sitt område för att på ett så effektivt sätt möta alla typer av motståndare i alla typer av terräng. 

#### Marinen
Marinens flottlinjer övervakar Sveriges vatten och kuster, detta sker både ovan och under vattenytan. Marinen består av fyra förband som utbildas för att genomföra operationer inom Sveriges gränser men även utanför på en internationell nivå, Sjöstridsflottlinjerna, Ubåtsflottslinjen, Amfibiebataljonen och Marinbasen.

#### Flygvapnet
Flygvapnets främsta uppgift är att skydda Sveriges luftrum från kränkningar. Flygvapnet kan verka mot mål i luften, på marken och över havet. Det kan även användas för underrättelseinhämtning.

## Historia

### 1945–1990 Kalla kriget
Efter andra världskriget följde det kalla kriget. Med tanke på den pågående kapprustningen som pågick mellan de involverade länderna blev man mån om att bygga upp det svenska försvaret. Detta gjorde man i ett förebyggande syfte, om Sverige skulle dras in i kriget skulle försvaret ha de resurser som behövdes för att kunna förhindra en fientlig invasion.
År 1964 var det svenska försvaret som starkast och man byggde flest skyddsrum per capita i världen. Nästan alla män gjorde värnplikten och man kunde mönstra ungefär 800 000 vapenföra män. Det svenska vapenfabrikerna spelade en stor roll i detta då de kunde tillverka stora mängder av bland annat ubåtar, stridsfordon, stridsvagnar och andra mindre vapen så som raketgevär.
Fram mot 1970-talet i Sverige minskade det svenska försvaret gradvis.
| ” | 1975. Nedskärningar, avvecklingar och omorganisation, men antalet antalet värnpliktiga ligger trots det på höga 52 295 man. Det är alltjämt armén som är överlägset störst, med 38 710 man uttagna till grundutbildning. | „ |
| https://www.forsvarsmakten.se/sv/information-och-fakta/var-historia/artiklar/varnplikt-under-109-ar/ | |   |

Genom 1970- och 1980-talet fortsatte man se nedskärningar, omorganiseringar och även förbandsavvecklingar. Det var sjunkande siffror i antalet män som deltog i värnplikten, samt hur många av dessa som blev uttagna till grundutbildning inom bland annat armén. 
Under 1980-talet byggde man i Sverige upp en krigssjukvård som då var av mycket hög standard, vilket blev en del av totalförsvaret. Trots den negativa trenden i arméns utvecklingen hade man då tillgång till 125 000 akutplatser, 88 000 extra sängar, läkemedelslager och mycket mer. Detta skulle användas i samband med eventuell mobilisering. Den nya förbättrade krigssjukvården bestod av 50 extra sjukhus som var uppdelade inom försvarets olika inriktningar. Armén hade 35 fältsjukhus och de 15 övriga var marina stridssjukhus.
Denna form av beredskap fanns kvar ända fram till 1990-talet, då den avvecklades helt.

#### Sveriges ställning i Kalla kriget
Under kalla kriget beskrev Sverige sig som neutralt och alliansfritt. Eftersom de två olika ställningarna i kriget kretsade kring Sovjet och USA, var många länder antingen pro-sovjet eller pro-USA, Sverige tillhörde och stöttade inofficiellt den amerikanska sidan. Det fanns bland annat avtal mellan USA och Sverige att USA skulle stötta Sverige vid ett ryskt anfall. Sverige närmade sig den västra sidan bland annat på grund av den liknande kulturen samt liknande ideologier. Sveriges val att vara alliansfritt gav den svenska regeringen plats att vara handlingsfri. Detta berodde på att man fortfarande kunde lita på stöd från NATO genom nära samarbeten utan att vara skyldiga att hjälpa dem i gengäld.
I ett tidigt skede hjälpte Sverige Sovjetunionen genom att lämna ut flyktingar som kommit till Sverige under andra världskriget. Den 1 januari 1946 deltog Sverige i Baltutlämningen, där man lämnade ut både balter och tyskar. Under kalla kriget var relationen mellan Sovjet och Sverige mindre bra under vissa perioder, vilket är en av anledningarna till upprustningen som gjordes av Sverige armé. Målet var främst att bygga upp ett stort invasionsförsvar som var kapabelt att ge Sovjetunionen ett stort motstånd vid eventuell invasion.

### 1990–2020
Efter Sovjetunionens fall diskuterade man hur Sveriges försvar skulle se ut i framtiden. Försvarets finansiering upphörde och det enda projektet man bestämde sig för att fullfölja var JAS-projektet. JAS 39 Gripen är fortfarande ett utvecklingsprojekt som grundades på 1970-talet. Projektet arbetar främst med utvecklingen och tillämpandet av ny teknik inom många olika områden.
År 1992, 1996 och år 2000 tog den borgerliga och socialdemokratiska regeringen beslut om det svenska försvaret. Följden av detta blev en avveckling där majoriteten av försvaret las ner. Dessa beslut var en direkt konsekvens av att berlinmuren föll 9 november 1989, eftersom man inte längre ansåg att Sverige var under hot. Vissa menade att stora arméer var omodernt och att krig främst kretsade kring och var beroende av teknologi. Besluten innebar en rad förändring om hur den svenska armén skulle se ut i framtiden och hur den skulle användas. Marinen påverkades bland annat när det beslutades att kustartilleriet skulle avvecklas, vilket innebar en ändrad inriktning i vissa förband, samt en upplösning av andra. Regeringen beslutade att förbanden skulle benämnas amfibieregemente och att vapenslaget kustartilleriet skulle heta Amfibiekåren. Den 30 juni 2000 upplöstes Vaxholms kustartilleriregemente och kustartilleriregemente (KA 1) och Älvsborgs kustartilleriregemente (KA 4), för att den 1 juli samma år bytas ut mot amfibieförbanden Vaxholms amfibieregemente (Amf 1) och Älvsborgs amfibieregemente (Amf 4). Andra förband avvecklades helt, den 31 oktober 2000 las Gotlands kustartilleriregemente (KA 3) samt Karlskrona kustartilleriregemente (KA 2) ned.
Efter beslutet angående Sveriges försvar år 2004, anses det försvarsbeslutet vara en slutpunkt för denna ominriktning. Detta ledde till den största förbandsnedläggning i svensk historia sedan 1925. Beslutet som togs 2004 innehöll förslag och ändringar av bland annat de ekonomiska förutsättningarna gällande försvarsmaktens framtid. I propositionen föreslås en minskning i antalet resurser inom försvaret samt en stegvis minskad beredskap. Detta gjorde man för att från 2004 till 2007 ha minskat den ekonomiska ramen med 3 miljarder svenska kronor. Med tanke på den säkerhetspolitiska situation som rådde under denna tid hade man en positiv syn på framtiden och hade stor tilltro till den internationella freden och Sveriges säkerhet. För försvaret innebar detta att man inte skulle ta ut fler totalförsvarförsvarspliktiga till grundutbildningen än vad som behövdes för försvarsmaktens framtida insatsorganisationer. Man såg även en förändring för finansieringsprinciperna kopplat till samhällets beredskap, vilket innebar en förändring angående bland annat arbetsgivarpolitiken inom försvarsmakten.
Man kan exempelvis se att från åren 1990 och 1991 till 2021 sjönk försvarets andel av BNP, åren 1990 och 1991 var försvarsmaktens andel av BNP 2,6 (procent) och sjönk successivt genom åren till att år 2021 endast vara 1,3 (procent). 

## Svenska kärnvapen

### Svenska kärnvapen
Diskussionen kring kärnvapen var het på 1950-talet i världen, och många stater övervägde fördelarna kontra nackdelarna kring att ha ett sådant vapen.
På 1950-talet i Sverige började diskussionen angående kärnvapen blomstra. Per Edvin Sköld som bland annat var försvarsminister under andra världskriget var en av många som uppmuntrade till kärnvapen i Sverige. De militärer och politiker som stöttade Per Edvin Skölds åsikter i denna fråga grundades i att en stat som saknade kärnvapen inte ansågs ha förmågan att visa upp ett trovärdigt försvar. Detta var något som låg i den svenska statens intresse, med tanke på hotet världen var under. Dessa åsikter var främst representerade av högerpartiet.
Men det fanns även de som ansåg att Sverige inte skulle bli land som bidrog till kärnvapenspridningen, och som motsatte sig tanken att Sverige skulle bli ett land med kärnvapen. Dessa åsikter delades främst hos de kvinnor som representerade socialdemokraterna, de argumenterade istället för en nedrustning och ett förbud mot framför allt kärnvapen, och även mot kärnvapenprov. Socialdemokraternas kommitté som specifikt hanterade kärnvapenfrågan kom med förslag till ställningstagande i frågan. År 1959 bestämde kommittén att Sverige i det dåvarande läget inte var i behov av kärnvapen. Dörren till kärnvapen stängdes dock inte helt, och det fanns diskussioner om att återuppta frågan i framtiden. Först den 19 augusti 1968 erkändes Sverige som en icke-kärnvapenstat när Sverige skrev under NPT, vilket innebar att Sverige inte får införskaffa eller producera kärnvapen. Detta blev slutet för den frågan, och Sverige har sedan dess bidragit och initierat olika förslag för att uppmuntra nedmontering av kärnvapen.

## Värnplikten i Sverige

### Värnplikt i Sverige efter kalla kriget
År 1901 införde Sverige för första gången allmän värnplikt, och bytte ut det tidigare systemet, indelningsverket. Den allmänna värnplikten var ett system som användes i Sverige ända fram till den 1 juli 2010 då den ersätts av en frivillig militär utbildning. Redan från år 2003 såg man ett minskat behov av personal och mönstringsverksamheten i både Östersund och Karlstad lades ner eftersom det inte längre fanns  behov av att kalla in större delar av årskullar, med tanke på fredstiden. Eftersom kalla kriget var slut och kärnvapenhotet inte längre var aktuellt hade man stor tilltro till att organisationer som FN, EU och NATO var kapabla att lösa eventuella konflikter i framtiden.
Den kommande rekrytering var baserad på egen vilja, och inte längre ett krav. Detta innebar en drastisk minskning i antalet deltagare.

## Referenslista
1. ↑  ”Kalla kriget”. Lär om kärnvapen. https://laromkarnvapen.se/historia/kalla-kriget/. Läst 7 november 2023.
2. ↑  Försvarsmakten. ”Vår historia”. Försvarsmakten. https://www.forsvarsmakten.se/sv/information-och-fakta/var-historia/. Läst 14 januari 2024.
3. 1 2  ”Sveriges militära försvar | Samhällskunskap | SO-rummet”. www.so-rummet.se. 18 oktober 2023. https://www.so-rummet.se/fakta-artiklar/sveriges-militara-forsvar. Läst 13 november 2023.
4. ↑  Försvarsmakten. ”Vårt uppdrag”. Försvarsmakten. https://www.forsvarsmakten.se/sv/om-forsvarsmakten/darfor-finns-forsvarsmakten/vart-uppdrag/. Läst 14 januari 2024.
5. ↑  Försvarsmakten. ”Armén”. Försvarsmakten. https://www.forsvarsmakten.se/sv/var-verksamhet/det-har-gor-forsvarsmakten/armen/. Läst 13 november 2023.
6. ↑  Försvarsmakten. ”Marinen”. Försvarsmakten. https://www.forsvarsmakten.se/sv/var-verksamhet/det-har-gor-forsvarsmakten/marinen/. Läst 15 januari 2024.
7. ↑  Försvarsmakten. ”Flygvapnet”. Försvarsmakten. https://www.forsvarsmakten.se/sv/var-verksamhet/det-har-gor-forsvarsmakten/flygvapnet/. Läst 15 januari 2024.
8. ↑  ”Det svenska försvaret under 1900-talet | Historia | SO-rummet”. www.so-rummet.se. 18 oktober 2023. https://www.so-rummet.se/fakta-artiklar/det-svenska-forsvaret-under-1900-talet. Läst 13 november 2023.
9. ↑  Urban Lindstedt (21 februari 2023). ”Sverige och det kalla kriget: Den andra stormaktstiden (del 3)”. Historia Nu. https://historia.nu/historia-nu/sverige-och-det-kalla-kriget-den-andra-stormaktstiden-del-3/. Läst 13 november 2023.
10. 1 2 3 4  Försvarsmakten. ”Värnplikten genom åren”. Försvarsmakten. https://www.forsvarsmakten.se/sv/information-och-fakta/var-historia/artiklar/varnplikt-under-109-ar/. Läst 14 november 2023.
11. 1 2  Håkan Boström (30 mars 2020). ”Hur Sverige slarvade bort sin beredskap”. Göteborgs-Posten. https://www.gp.se/ledare/hur-sverige-slarvade-bort-sin-beredskap.3fd8c0f8-1c63-4e3d-a30b-0a18ebdc0039. Läst 5 december 2023.
12. 1 2 3 4  ”Sverige under kalla kriget | Historia | SO-rummet”. www.so-rummet.se. 25 november 2023. https://www.so-rummet.se/kategorier/sverige-under-kalla-kriget#. Läst 15 januari 2024.
13. ↑  Joakim Wendell (4 augusti 2012). ”Sverige under kalla kriget”. historia123. https://www.historia2.se/historia123/?p=745. Läst 15 januari 2024.
14. ↑  ”Mer fakta om JAS 39 Gripen”. www.fmv.se. https://www.fmv.se/projekt/jas-39-gripen/mer-fakta-om-jas-39-gripen/. Läst 14 november 2023.
15. ↑  Håkan Boström (30 mars 2020). ”Hur Sverige slarvade bort sin beredskap”. gp.se. https://www.gp.se/1.26107481. Läst 14 november 2023.
16. ↑  Håkan Boström (30 mars 2020). ”Hur Sverige slarvade bort sin beredskap”. Göteborgs-Posten. https://www.gp.se/ledare/hur-sverige-slarvade-bort-sin-beredskap.3fd8c0f8-1c63-4e3d-a30b-0a18ebdc0039. Läst 5 december 2023.
17. ↑  ”Marinen på 2000 talet”. https://www.forsvarsmakten.se/sv/aktuellt/tidigare-uppvisningar-och-evenemang/marinen500/marinens-historia/marinen-2000-talet/. Läst 14 januari 2024.
18. ↑  ”Vårt framtida försvar”. https://www.regeringen.se/contentassets/6a2fe3ec956f4f65983e507614adec32/proposition-2004055---vart-framtida-forsvar. Läst 5 december 2023.
19. ↑  ”Ekonomisk redovisning”. www.forsvarsmakten.se. https://www.forsvarsmakten.se/sv/om-forsvarsmakten/darfor-finns-forsvarsmakten/ekonomisk-redovisning/. Läst 7 november 2023.
20. 1 2 3  ”Svenska kärnvapenprogrammet”. Lär om kärnvapen. https://laromkarnvapen.se/historia/svenska-karnvapenprogrammet/. Läst 15 januari 2024.
21. 1 2  ”Vår historia”. www.pliktverket.se. https://www.pliktverket.se/om-myndigheten/var-historia. Läst 14 januari 2024.
22. ↑  ”Värnplikt | Historia | SO-rummet”. www.so-rummet.se. 26 juni 2022. https://www.so-rummet.se/kategorier/varnplikt#. Läst 14 januari 2024.